# آتان
روستای آتان یکی از زیباترین روستاهای ایران واقع در الموت در استان قزوین می‌باشد که اسلوب ساخت خانه‌های آن جزء میراث حفاظت شده فرهنگی می‌باشد. بافت ساختمانی این روستا پلکانی است بدین ترتیب که حیاط یک خانه سقف خانهٔ پایینی است.
امرار معاش مردمان این روستا غالباً از طریق دامداری و کشاورزی می‌باشد. اصولاً دامداری و کشاورزی علوفه برای امرار معاش شخصی می‌باشد.
در بخش فروش محصولات بیشتر گردو مد نظر بوده است و از سالیان دور جزو محصولات اصلی برای فروش محصولات بوده است. در سال‌های اخیر باغداری نیز به فعالیت‌های روستا اضافه شده است و از محصولات اصلی می‌توان به گیلاس تکدانه اشاره کرد.

## مشاهیر آتان
از مشاهیر آتان می‌توان به مرحوم جمال کریمی‌راد وزیر اسبق دادگستری، پروفسور شهاب الدین ابراهیمی آتانی استاد تمام دانشگاه گیلان اشاره کرد.
مردم روستای آتان به زبان تاتی با گویش الموتی سخن می‌گویند، مسلمان و پیرو مذهب شیعه هستند.